# Список німецьких художників
Алфавітний список німецьких художників.

## А
- Ганс фон Аахен (1552-1615)
- Альбрехт Альтдорфер (1480-1538)
- Карл Арнольд[de] (1883-1953)
- Герман Аншюц (1802-1880)
- Брати Асам (XVIII ст.)
- Ганс Ашенборн[en] (1888-1931)

## Б
- Густав Бауерфайнд[en] (1848-1904)

## Ґ
- Вільгельм Карл Ґенц (1822-1890)

## Д
- Альбрехт Дюрер (1471-1528)
- Карл Вільгельм Дифенбах (1851-1913)

## Е
- Адольф Еберле[ru] (1843-1914)
- Ріхард Ешке[de] (1859–1944)

## К
- Едвард Теодор Комптон[en] (1849-1921)

## Н
- Макс Нонненбрух[en] (1857-1922)[1]

## О
- Отто Дікс

## Р
- Йоганн Еліас Рідінгер (1698-1767)
- Густав Карл Людвіг Ріхтер[ru] (1823—1884)
- Кристіан Бернхард Роде[ru] (1725-1797)

## Ф
- Георг Флегель (1566-1638)
- Макс Фрей (1874-1944)
- Гебхард Фугель (1863-1939)

## Ш
- Карл Август Швергебурт[de]  (1785 — 1878)
- Отто Швергебурт[de] (1835 — 1866)
- Герман Штеннер (1891-1914)